# Elmer (Misuri)
Elmer es una ciudad ubicada en el condado de Macon en el estado estadounidense de Misuri. En el Censo de 2010 tenía una población de 80 habitantes y una densidad poblacional de 121,61 personas por km².

## Geografía
Elmer se encuentra ubicada en las coordenadas 39°57′29″N 92°38′56″O / 39.95806, -92.64889. Según la Oficina del Censo de los Estados Unidos, Elmer tiene una superficie total de 0.66 km², de la cual 0.66 km² corresponden a tierra firme y (0.39%) 0 km² es agua.

## Demografía
Según el censo de 2010, había 80 personas residiendo en Elmer. La densidad de población era de 121,61 hab./km². De los 80 habitantes, Elmer estaba compuesto por el 97.5% blancos, el 0% eran afroamericanos, el 0% eran amerindios, el 0% eran asiáticos, el 0% eran isleños del Pacífico, el 0% eran de otras razas y el 2.5% pertenecían a dos o más razas. Del total de la población el 2.5% eran hispanos o latinos de cualquier raza.